# Pacific Rugby Premiership
Le Pacific Rugby Premiership ou P.R.P. est une compétition annuelle de rugby à XV mettant aux prises 7 équipes représentatives de la côte Ouest des États-Unis et des États des montagnes.

## Histoire
La Pacific Rugby Premiership est une compétition créée dans le but de maintenir un haut niveau de compétitivité dans l'Ouest du pays après la réforme du championnat des États-Unis de rugby en 2014. Le vainqueur de la P.R.P. 2015 doit rencontrer le 30 mai de la même année le champion de l'Atlantic Rugby Premiership.

## Gouvernance

### Comité exécutif
La P.R.P. est régi par un comité exécutif composé de représentants des clubs : James Walker - Belmont Shore, Tyson Meek - Denver Barbarians, Mark Bullock - Glendale Raptors, Eoin O'Toole - Olympic Club,
Geno Mazza - OMBAC, Bruce Thomas - San Francisco Golden Gate et Miles Cotton - Santa Monica.

## Format
Le tournoi se dispute en matchs aller-retour et les 2 premiers se rencontrent à l'occasion d'une finale
.

## Liste des équipes en compétition
La compétition oppose pour la saison 2018 les six équipes suivantes :
| Club                      | Fondé | Stade                             | Ville         |
| ------------------------- | ----- | --------------------------------- | ------------- |
| Belmont Shore             | 1964  | Cal Tate Long Beach               | Long Beach    |
| Life West Gladiators      | 2013  | Sunset Field                      | Hayward       |
| Olympic Club Rugby        | 1908  | Gaelic Athletic Association Field | San Francisco |
| OMBAC                     | 1954  | Qualcomm Stadium                  | San Diego     |
| San Francisco Golden Gate | 1988  | Rocca Field                       | San Francisco |
| Santa Monica Rugby Club   | 1972  | Webster Field                     | Los Angeles   |

## Palmarès
| Saison | Vainqueur                 | Score       | Finaliste                 |
| ------ | ------------------------- | ----------- | ------------------------- |
| 2014   | San Francisco Golden Gate | 39 - 38     | Glendale Raptors          |
| 2015   | Glendale Raptors          | 25 - 11     | San Francisco Golden Gate |
| 2016   | Glendale Raptors          | 44 - 20     | San Francisco Golden Gate |
| 2017   | -                         | Non disputé | -                         |
| 2018   | Belmont Shore             | 52 - 29     | OMBAC                     |
| 2019   | Belmont Shore             | 27 - 36     | Life West Gladiators      |